# Szigliget, Veszprém
Szigliget  este un sat în districtul Tapolca, județul Veszprém, Ungaria, având o populație de 880 de locuitori (2011). 

## Demografie
Componența etnică a satului Szigliget
     Maghiari (95,62%)
     Germani (4,38%)
Componența confesională a satului Szigliget
     Romano-catolici (64,32%)
     Fără religie (5,57%)
     Reformați (3,07%)
     Luterani (1,14%)
     Necunoscută (25%)
     Atei (0,91%)
Conform recensământului din 2011, satul Szigliget avea 880 de locuitori. Din punct de vedere etnic, majoritatea locuitorilor (95,62%) erau maghiari, cu o minoritate de germani (4,38%).  Din punct de vedere confesional, majoritatea locuitorilor (64,32%) erau romano-catolici, existând și minorități de persoane fără religie (5,57%), reformați (3,07%) și luterani (1,14%). Pentru 25,0% din locuitori nu este cunoscută apartenența confesională.